# Passagem de Isla Fortin
Sob contexto da Guerra do Paraguai, a Passagem de Isla Fortin foi a transposição de uma divisão naval da Armada Imperial Brasileira composta pelos couraçados Bahia e Silvado, e o monitor Alagoas, contra uma posição fortificada, estabelecida próxima à Fortaleza de Humaitá, chamada de Isla Fortin, às margens do rio Paraguai, em 24 de julho de 1868. A passagem foi realizada com sucesso, mesmo sob fogo da fortificação. À noite, os paraguaios de Isla Fortin foram transferidos para Acaunguazu e Isla Poi.

## Antecedentes
O Rio Tebicuari ou Tebiquary desagua no Rio Paraguai. Os paraguaios construíram fortificações próximo a foz do rio para impedir a entrada de navios brasileiros e, consequentemente, impedir a tomada de vapores que lá se localizavam e do acampamento de San Fernando, que margeava o Tebiquary. As baterias dessas fortificações eram constituídas por sete canhões de oito polegadas e dois de 32 libras e, a cerca de 2 mil jardas de distância, uma barrancada com dois canhões de oito polegadas e três de 32 libras, além de dois obuseiros raiados de 32 libras com finalidade de impedir tentativas de desembarque na região.

## A Passagem
Às 14h20 do dia 23 de julho, os encouraçados Bahia, Silvado e Alagoas chegaram a foz do Tebiquary. No dia seguinte, as embarcações tomaram suas posições para efetuarem a passagem. O Alagoas foi atracado ao Bahia com o Silvado indo logo atrás a uma distância suficiente para que o Bahia pudesse manobrar e não ser atrapalhado caso houvesse necessidade de retroceder. Segundo o comandante Ignácio, esses eram os navios mais aptos para o cometimento. Os outros navios da esquadra se posicionaram na retaguarda para darem apoio de fogo aos três encouraçados.
Artur Silveira de Mota, Barão de Jaceguay, comandante do Barroso, narra a passagem da foz do Tebiquari, onde chegaram às 14h20 do dia 23 de julho:
| “ | “fundeamos as três amarras pouco mais abaixo do Tebiquari; os outros dois navios fundearam na margem do Chaco; todos largaram os monitores, e estes, mais próximos da bateria, também fundearam; durante o resto do dia foi um bombardeio incansável e, em regra, durante a noite, de quarto em quarto de hora, fazíamos nosso tiro” e que na manhã seguinte “o Bahia com um monitor amarrado a bombordo e o Silvado subiram o rio a toda velocidade.” | ” |

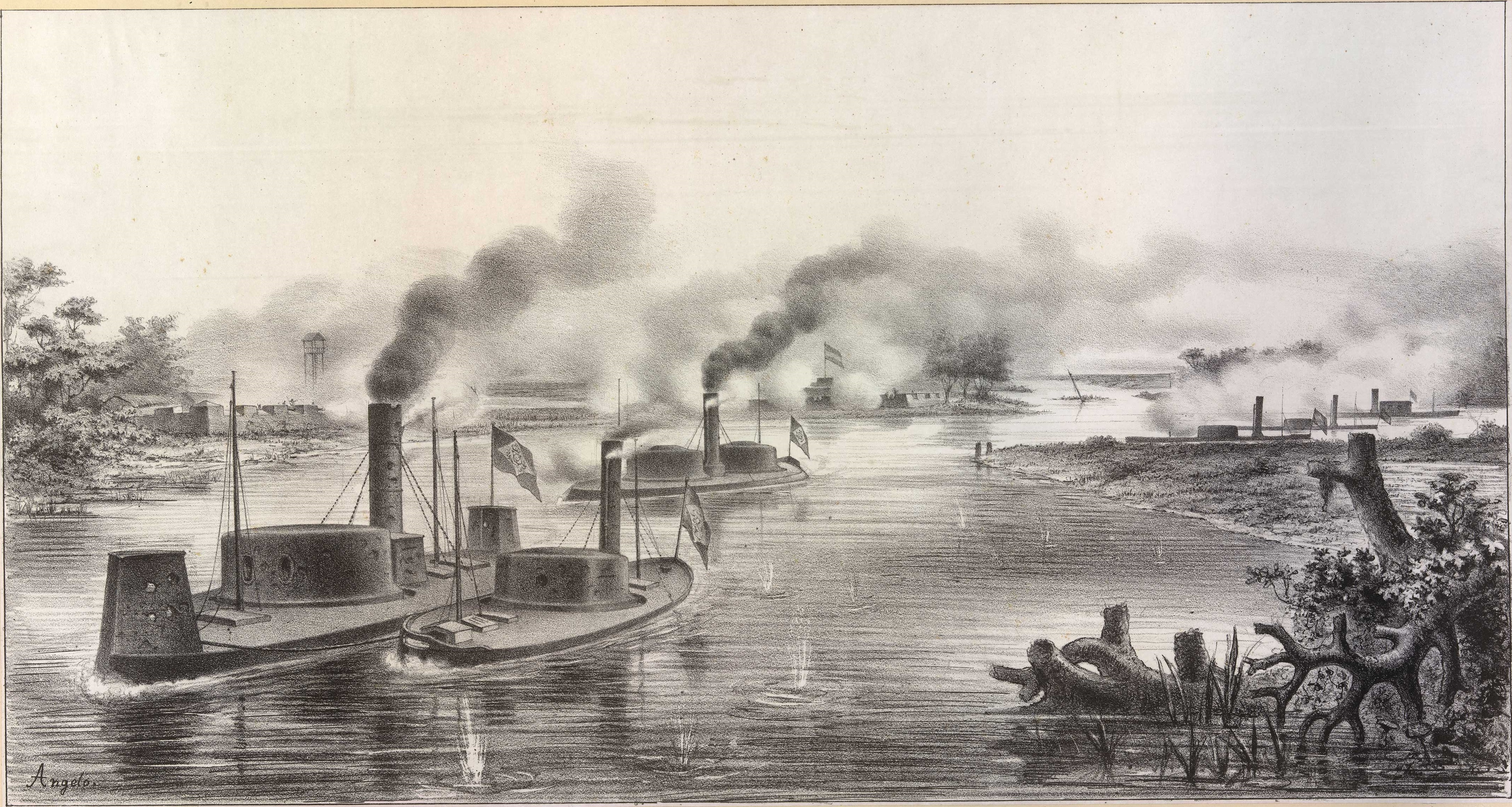
O monitor Bahia (à esquerda), Alagoas (à direita) e o Silvado (à retaguarda) avançando sobre as baterias costeiras no rio Tebicuary no dia 23 de julho de 1868 (ilustração de Angelo Agostini, publicada em A Vida Fluminense, nº 34, 1868).

Executando o passo, os encouraçados brasileiros foram acometidos por diversos projéteis vindos das fortificações e, assim como em Curupaití e Humaitá, os navios tiveram de atravessar o passo em marcha lenta para conseguirem contornar a volta brusca do rio, e isso forçava-lhes a avançarem perto das baterias causando-lhes diversas avarias pela demasiada proximidade dos canhões. Apesar das dificuldades, os encouraçados conseguiram atravessar essas defesas até chegarem na parte de baixo de um arroio chamado Recado que era um canal do rio Paraguai.
Nessa região, os encouraçados avistaram chaminés de dois vapores paraguaios que estavam fundeados em San Fernando, que segundo o oficial Antônio Luís von Hoonhltz, comandante do Bahia, era um imenso acampamento. O Bahia se posicionou acima do canal enquanto o Silvado abaixo. O papel do Alagoas seria proteger o bombordo do Bahia entrando no canal, atacando os vapores paraguaios e desbaratando o acampamento, porém o monitor havia sofrido uma avaria no sistema de propulsão que o impediu de realizar a missão. Nas palavras de von Hoonholtz: “duas descargas sucessivas acolheram e abalaram este navio, causando-lhe espantosas depressões e bastantes avarias”; após avançarem, ainda sob fogo desta primeira bateria, enfrentaram a segunda em seu relato: “o segundo reduto enfiava-nos pela proa enquanto pelo través os canhões de 68 abalavam a couraça com suas balas despejadas em cheio 12 braças de distância”.. Ainda assim, o monitor disparou de onde estava em direção dos navios e acampamento, fazendo com que a tripulação dos vapores manobrassem seus navios a fim de desviarem das bombas que explodiam acima deles.
O Alagoas ficou um dia atracado em Monte Lindo para reparos; isto não permitiu, contudo, que o navio cumprisse o papel que lhe seria designado pelo Barão da Passagem, comandante da flotilha em Humaitá: após cruzarem as baterias chegaram a um arroio (na verdade um braço do rio Paraguai) chamado Recodo onde avistaram embarcações inimigas: o Silvado deveria guardar a parte de baixo, o Bahia a parte de cima, enquanto o Alagoas deveria adentrar no arroio e afundar os navios inimigos, mas não pode efetuar a tarefa, pois trazia danificado seu sistema de propulsão; o Barão registrou sobre o Alagoas: “fiz dirigir um bombardeio seguido sobre o lugar em que via-se sair a fumaça dos vapores, cujos costados estavam ocultos por uma ilha que forma o riacho, ao mesmo tempo que os maquinistas de bordo ajudados pelo primeiro do Silvado cuidavam de reparar a máquina.”
Por fim, as embarcações brasileiras navegaram até que o matagal os ocultou. Ao final desse ataque, o Bahia retornou de sua posição e o Alagoas atracou a estibordo nele. Ambas as embarcações se posicionaram para retornar o passo e enfrentar novamente as baterias de Tebiquary.
O novo combate das embarcações contra as fortificações foi mais violenta do que a primeira passagem. Ás 16h00 do dia 24, na mesma formação original, iniciou-se a passagem, com o Alagoas atracado ao estibordo do Bahia e junto ao Silvado partiram para enfrentar os navios paraguaios, amparados estes por forte contingente em terra. Às 16h10 sofreu o Bahia intenso bombardeio no qual perdeu seu prático; avariado, o Bahia teria navegabilidade somente em razão de possuir duas hélices que atuavam em velocidades diferentes; assim, para evitar que os navios fossem abordados pelos inimigos, foi convocado, por meio de um tubo acústico para a comunicação entre os navios, o “velho Picardo”, prático do Alagoas, que ali manobrara o Bahia até uma posição segura, após sofrerem duras perdas humanas e de material.. Segue relato de Hoonholtz: “às 04h10min enfrentamos o reduto de cima que nos recebeu com um fogo horrível das suas baterias a queima roupa, causando-nos desta vez as mais sérias avarias e matando imediatamente o bravo e distinto prático 2º Tenente Luiz Reppeto e um dos homens do leme, ferindo a outro gravemente”. 
Deste episódio, ficou a dúvida da existência de torpedos do lado dos paraguaios; Hoonholtz registrou:  “prosseguiu o Bahia galhardamente a sua marcha, amparando sempre a sua sombra o simpático e memorável Alagoas, com o qual transpusemos a toda força e sem novidade as estacada e a misteriosa linha de torpedos, cuja existência ainda persiste em afirmar o sargento Assencio Pereira”. Ainda no relato de Hoonholtz, enfrentaram uma corrente trespassada no rio por engenheiros ingleses e este teria contado com a propulsão do Alagoas conjugada ao Bahia para forçar a passagem, em aríete, mas isto não dera resultado, somente alcançado após ter ordenado o bombardeio do ponto na margem que prendia a cadeia e esta foi finalmente rompida, a fim de que, assim, esta embarcação pudesse manobrar; tal fato, entretanto, não encontra registro pelo oficial do Alagoas.
Pela primeira vez desde o início de sua campanha no Paraguai, a couraça do Bahia não resistiu aos projéteis da artilharia paraguaia. Uma bala de calibre 68 atravessou a blindagem da casamata e matou um oficial e feriu outros dois  tripulantes. Outro projétil teria perfurado a couraça do costado, provocando diversas avarias ao encouraçado. No total, foram 16 impactos dos quais quatro perfuraram a embarcação, além de três mortos e cinco feridos entre as três embarcações. As fortificações voltariam a ser bombardeadas pelo Bahia em 30 de agosto quando este auxiliou a passagem do exército brasileiro sobre o rio.. O Silvado, por sua vez, sofreu importantes avarias no casco acima do lume da água, tendo algumas perfurações. Ao final, registraram-se três mortos e cinco feridos entre as três embarcações.